# Kapitan Borchardt
Die Kapitan Borchardt ist ein ziviles polnisches Segelschulschiff. Es wurde 1918 als Nora in Dienst gestellt.

## Allgemeines
Das Schiff wurde in den Niederlanden bei der Waterhuizener Werft „J.J. Pattje & Zoon“ gebaut und 1918 als Frachtsegler Nora für die Küstenschifffahrt in Dienst gestellt. Erster Heimathafen war Nijmegen am Waal. Wegen zahlreicher Eignerwechsel trug es später die Namen Harlingen, Möwe, Vadder Gerrit und In Spé. Nach einer Kollision auf der Themse musste 1934 der ehemalige Klipperbug durch den heutigen ersetzt werden. Im Zweiten Weltkrieg diente es der Kriegsmarine als Ausbildungsschiff in Gotenhafen. Danach kam es zurück in die Niederlande und 1953 als Frachtsegler nach Schweden.
Seit 1989 fuhr der Segler unter schwedischer Flagge als Najaden auf der Ostsee, nachdem er generalüberholt und mit 14 Passagierkabinen ausgebaut wurde. 2011 wurde die Najaden vom heutigen Eigner erworben und nach Polen überführt. Am 8. Oktober 2011 taufte die stellvertretende Infrastrukturministerin Anna Wypych-Namiotko das Schiff in Danzig auf den Namen Kapitan Borchardt.
Benannt ist das Schiff nach dem polnischen Kapitän, Ausbilder und Autoren Karol Olgierd Borchardt (1905–1986). Der Auxiliarsegler hat einen Stahlrumpf und ist als Gaffelschoner getakelt. Die Segelfläche beträgt 600 m². Als Schulschiff gehören acht Mann und 41 Kadetten zur Schiffsbesatzung, bei Regatten werden mit 64 Mann vier Wachen gefahren. Bei Mitnahme von 33 Passagieren hat das Schiff eine Besatzung von 16 Mann.
Unter polnischer Flagge nimmt das Schiff an Großseglerregatten in der Klasse B teil, dazu gehörte beispielsweise die Baltic Sail 2018. Heimathafen ist nach Danzig aktuell die Hafenstadt Stettin.

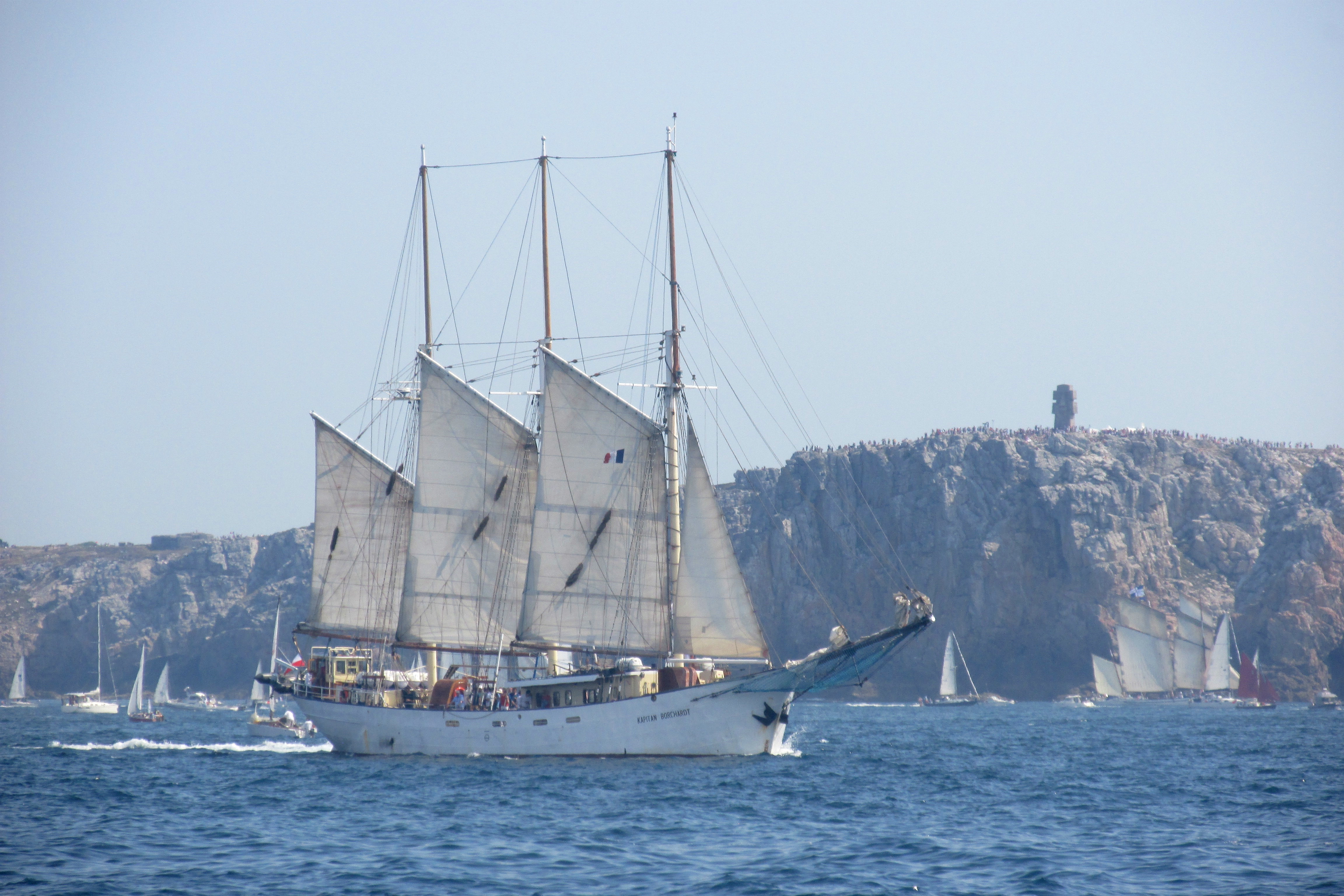
In Brest (2016)
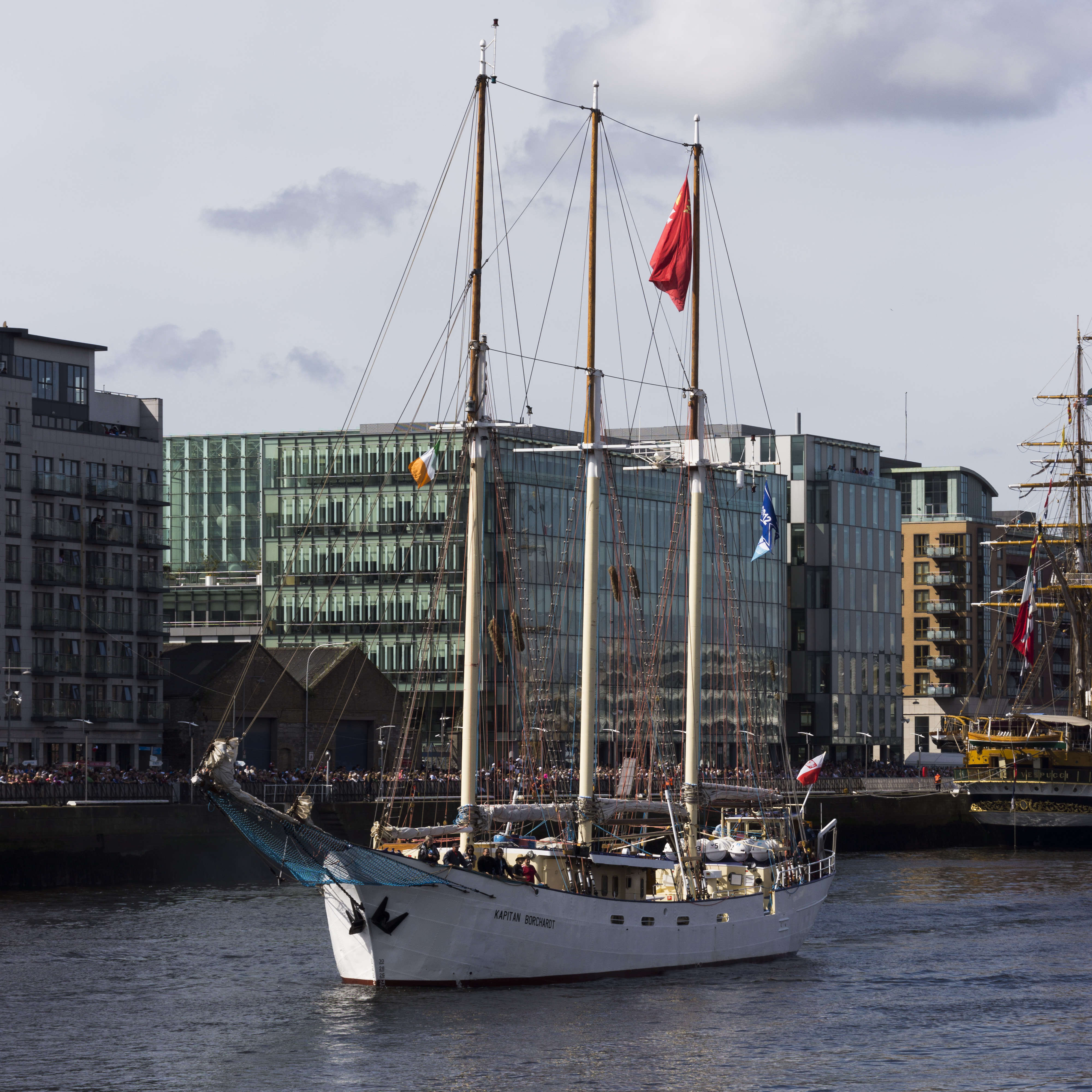
In Dublin (2012)
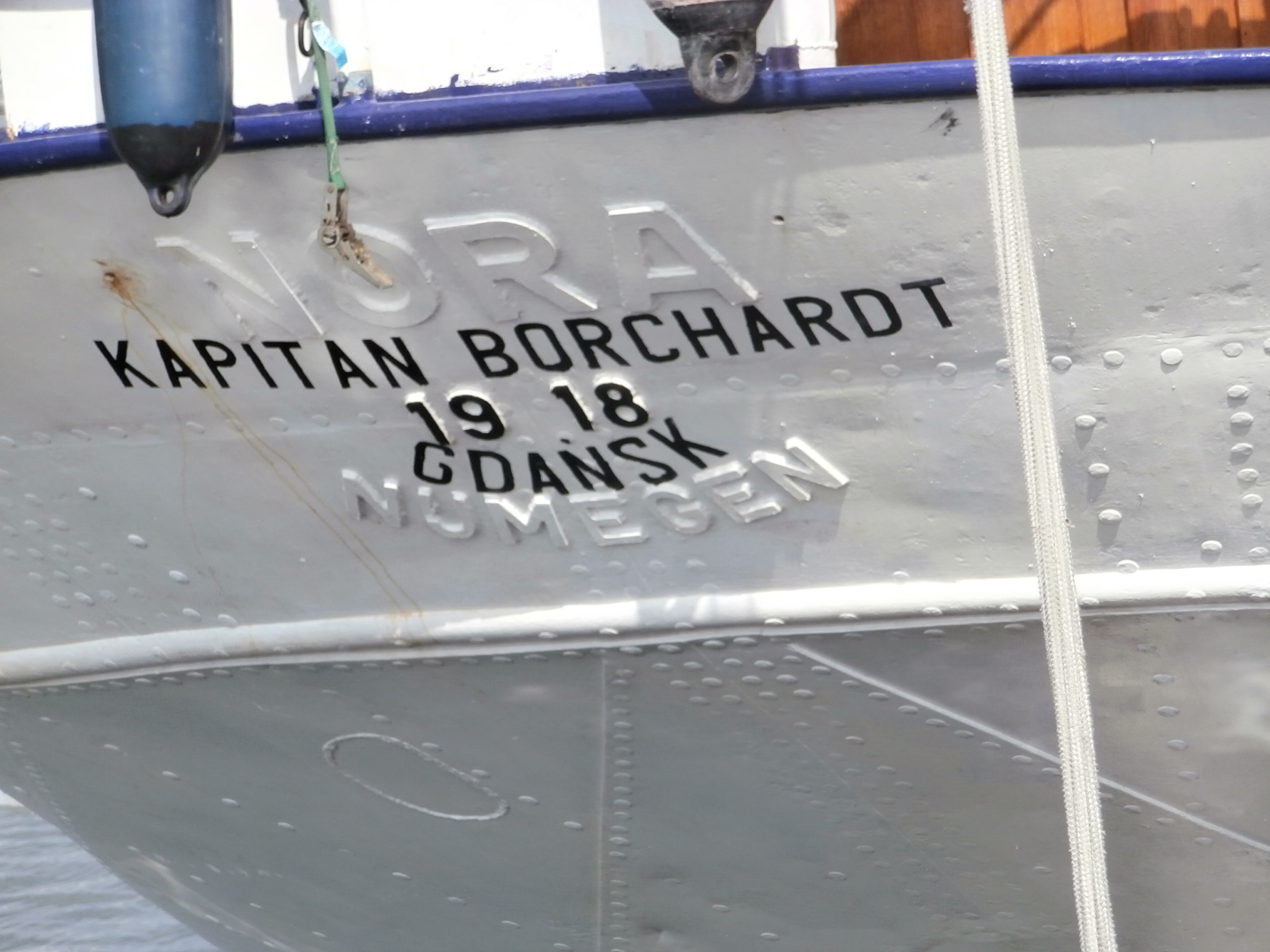
Erster und aktueller Schiffsname am Heck (2013)